# Безводнівська сільська рада
| Безводнівська сільська рада — сільська рада у складі Ямпільського району Вінницької області. Адміністративний центр — село Безводне. Сільській раді були підпорядковані населені пункти: - с. Безводне - с. Прилужне |

## Склад ради
Рада складалася з 12 депутатів та голови.

## Керівний склад сільської ради
| ПІБ                           | Основні відомості                                                         | Дата обрання | Дата звільнення |
| ----------------------------- | ------------------------------------------------------------------------- | ------------ | --------------- |
| Сідлецький Микола Миколайович | Сільський голова, 1970 року народження, освіта                            | 26.03.2006   | 31.10.2010      |
| Татарінов Микола Олексійович  | Сільський голова, 1960 року народження, освіта вища, член Партії регіонів | 31.10.2010   | 25.10.2015      |
| Бойко Володимир Миколайович   | Сільський голова, 1973 року народження, освіта вища, безпартійний         | 25.10.2015   |                 |

Примітка: таблиця складена за даними джерела

## Історія
7 червня 1946 Феліціанівка перейменована на Безводне, Феліціанівська сільська рада — на Безводнівську.
30 грудня 1962 Чернівецький район розформований, сільська рада перейшла до складу Могилів-Подільського району.
4 січня 1965 перейшла до Ямпільського району.

## Населення
Згідно з переписом УРСР 1989 року чисельність наявного населення сільської ради становила 1110 осіб, з яких 466 чоловіків та 644 жінки.
За переписом населення України 2001 року в сільській раді мешкало 1006 осіб.

### Мова
Розподіл населення за рідною мовою за даними перепису 2001 року:
| Мова       | Відсоток |
| ---------- | -------- |
| українська | 98,51 %  |
| російська  | 1,09 %   |
| молдовська | 0,20 %   |